# 5300 Сац
5300 Сац (5300 Sats) — астероїд головного поясу, відкритий 19 вересня 1974 року.
Тіссеранів параметр щодо Юпітера — 3,584.
Названо на честь радянського режисера, драматурга, та театрального педагога Наталії Іллівни Сац (1903—1993).